# المنظمة البريطانية للتلعثم
جمعية التأتأة البريطانية (BSA)، التي تعمل باسم ستاما (على غرار "STAMMA") منذ عام 2019، هي منظمة عضوية وطنية في المملكة المتحدة للبالغين والأطفال الذين يتلعثمون وأصدقائهم وعائلاتهم وأخصائيي النطق واللغة وغيرهم من المهنيين. وقد أصبحت مؤسسة خيرية في عام 1978 ومقرها في لندن. تتمثل مهمة المؤسسة الخيرية في دعم أي شخص يتلعثم في المملكة المتحدة ومعالجة وصمة العار والجهل والتمييز الذي يواجهه الأشخاص الذين يتلعثمون حتى يتمكنوا من عيش حياتهم كاملة وبكرامة. ويصف التأتأة بأنها حالة عصبية ويقدر أن ما يصل إلى 3٪ من البالغين في المملكة المتحدة يعانون من التأتأة.

## المنظمة
الرئيس التنفيذي للجمعية منذ يونيو 2018 هو جين باول. الرئيس المؤقت منذ عام 2022 هو بول فيكس.

### الرئيس والرعاة
كان رئيس المنظمة بريان دودسورث والذي توفي عام 2021.
رعاة ستاما هم: المذيع والنائب السابق إد بولز، وكابتن اسكتلندا الدولي السابق للرجبي كيلي براون، والمؤلف جونتي كلايبول، والسيدة مارغريت درابل دي بي إي، والنائب السابق والـMSP جون مكاليون، وديفيد ميتشل وهو مؤلف البجعة السوداء الخضراء، الممثل ومغني الراب والبودكاست سكرووبيوس بيب، وأرويل ريتشاردز، الروائي والشاعر والكاتب المسرحي والمقدم أوين شيرز وجون سميث والبارونة ويتاكر.
وكان من بين الرعاة السابقين نيكولاس بارسونز CBE، وجوناثان ميلر وكلاهما متوفى الآن.

### روابط دولية
جمعية التأتأة البريطانية هي عضو في الرابطة الأوروبية لجمعيات التلعثم والرابطة الدولية للتأتأة. ففي مؤتمرها العالمي في البرازيل منحت الرابطة الدولية للطلاقة جائزة التميز للمستهلك IFA لعام 2009 إلى جمعية التأتأة البريطانية.

### اسكتلندا
كان للجمعية فرع اسكتلندي BSA Scotland والذي تأسس عام 2004 وهو مغلق الآن. لقد كان محورًا للحملات والأحداث وخدمات الدعم الاسكتلندية بالإضافة إلى التعامل مع البرلمان الاسكتلندي.

## النصائح والمعلومات والدعم
تدير الجمعية خط مساعدة وخدمة دعم عبر الويب والبريد الإلكتروني، وتقدم منشورات إعلامية لأولياء أمور الأطفال دون سن 5 سنوات وأطفال المدارس الابتدائية والثانوية والشباب والبالغين الذين يتلعثمون والمعلمين. كما يمكنه أيضًا توجيه المتصلين إلى خدمة علاج النطق واللغة المحلية التابعة لهيئة الخدمات الصحية الوطنية. ويمكن أيضًا للأشخاص الذين يعانون من التلعثم استخدام خط المساعدة للتدرب على المحادثات الهاتفية أو مشاركة ما يشعرون به.

## الأبحاث والمنشورات
بين عامي 2004 و2005 نشرت الجمعية مجلة بحثية بعنوان "Stammering Research" والتي حررها الأستاذ بيتر هاويل من جامعة كلية لندن. وفي عام 2010 أنتجت الجمعية بحثًا أظهر أن الأطفال الذين يعانون من علامات التأتأة هم أكثر قدرة على التغلب على المشكلة إذا تلقوا المساعدة قبل وصولهم إلى سن المدرسة.
تنتج الجمعية مجموعة متنوعة من مصادر المعلومات.
نشرت جمعية التأتأة البريطانية مجلة سبيكينج آوت والتي انتهت في عام 2014. وتضمن العدد الصادر في ربيع عام 2011 مقالاً استذكر فيه عضو جمعية الكشافة الأمريكية ريتشارد أورتون تجاربه الشخصية مع معالج النطق للملك جورج السادس ليونيل لوج الذي ظهر في فيلم خطاب الملك. وقد نُشرت مقابلة مع نيل سوين مدرب الصوت للفيلم في عدد صيف 2011. كما تضمن عدد ربيع/صيف 2012 مقابلة مع الممثل تشارلز إدواردز الذي لعب دور جورج السادس في النسخة المسرحية من الفيلم في ويست إند.

## الحملات
لقد قامت الجمعية بحملات لعدة سنوات للقضاء على ادعاءات الإعلانات المضللة التي يقدمها مقدمو علاج التأتأة. ويزعم البعض على سبيل المثال أنهم قادرون على "علاج" التأتأة - ولكن من غير الممكن "علاج" التأتأة بالمعنى الطبي المقبول للكلمة. وبناءً على ذلك تعتقد جمعية الكشافة البريطانية أن مثل هذه الادعاءات لا تمنح الأمل الكاذب لأولئك الذين يعانون من التلعثم فحسب بل إنها تمنح أيضًا الأشخاص الذين لا يعانون من التلعثم الانطباع الخاطئ بأن التلعثم يمكن تصحيحه بسهولة. وتقوم شركات الرعاية الصحية المحترمة بإجراء تجارب مستقلة على أعداد كبيرة من الأشخاص على مدى فترات طويلة من الزمن قبل المطالبة بأي فائدة لمنتجاتها أو خدماتها. وقد تم تنفيذ الحملة من خلال أولاً تشجيع مقدمي العلاج الذين يقدمون ادعاءات مشكوك فيها على تقديم بيانات داعمة، وإذا لم يتمكنوا من القيام بذلك فيجب عليهم تعديل تلك الادعاءات؛ وثانيًا في الحالات التي لم يتعاون فيها مقدم العلاج أبلغت الجمعية عن إعلاناتهم إلى هيئة معايير الإعلان في المملكة المتحدة (ASA) والتي حققت في الادعاءات وإذا ثبت أنها غير قابلة للدعم وجهتهم لإزالة الإعلان المخالف وتعديل أي ادعاءات مستقبلية. واعتبارًا من 1 مارس 2011 أصبحت جمعية معايير الإعلان وبالتالي الجمعية قادرة أيضًا على اتخاذ إجراءات ضد الادعاءات المضللة الواردة في النصوص التحريرية على مواقع الويب. وفي أعقاب شكوى قدمتها الجمعية أصدرت هيئة معايير الإعلان في 13 يوليو 2011 حكماً ضد موقع على شبكة الإنترنت قال: "اكتشف كيفية التوقف عن التأتأة باستخدام علاج فعال للتأتأة".
قال الرئيس التنفيذي لجمعية الكشافة البريطانية آنذاك نوربرت ليكفيلدت الذي وصف التأتأة بأنها "الإعاقة الخفية" إن الجمعية الخيرية تلقت مكالمات من أعضاء قالوا إن الناس يسألونهم عن تأتأتهم لأول مرة بسبب خطاب الملك. فلقد خلق الفيلم "فرصة جيدة" للناس للحديث عن التأتأة. وقال: "لقد أصبح الأمر فجأة شيئًا يمكن الحديث عنه وهو أمر مهم جدًا بالنسبة لنا..... بالنسبة لأولئك الأشخاص الذين ينخرطون في محادثات حول هذا الأمر فإن وضعهم سيكون قد تغير للأفضل".
وقد انتقدت الجمعية الممثل الكوميدي ليني هنري بسبب رسمه الافتتاحي لمهرجان كوميك ريليف لعام 2011 حيث سخر من الفيلم وأصبح غير صبور مع تصوير كولين فيرث للملك جورج السادس حيث تلعثم في خطابه.
وفي عام 2007 احتج رئيس الجمعية آنذاك ليز جيديس بشدة على موقع يوتيوب بسبب تصنيفهم لمقاطع فيديو تظهر أشخاصًا يكافحون من أجل التحدث على أنها كوميدية، بما في ذلك ثلاثة مقاطع قال إنها تبدو "خبيثة ونمطية". ورد موقع يوتيوب بأن الفيديوهات لا تنتهك شروط الاستخدام الخاصة به. وقد نشر جيديس الآن مقطع فيديو خاص به على موقع يوتيوب يدعو فيه إلى توفير قدر أكبر من الفهم لأولئك الذين يتلعثمون. وفي حديثها لدعم موقف الجمعية قالت النائبة العمالية كيت هوي: "بالنسبة للعديد من الناس وخاصة الشباب فإن التلعثم ليس مزحة. - نحن بحاجة إلى ضمان تقديم المساعدة والدعم في أقرب وقت ممكن، والأهم من ذلك كله نحن بحاجة إلى تثقيف الجمهور لفهم التأثير الذي يخلفه على الناس طوال حياتهم".
أما في مايو 2012 فقد انتقدت الجمعية عنوانًا وقصة على الصفحة الأولى من صحيفة ذا صن تسخر من تصرفات روي هودجسون وهو المدير الفني المعين حديثًا لكرة القدم الإنجليزية.
وفي تعليقه على التغطية الإعلامية لتعثر إد بولز في الرد الذي قدمه في مجلس العموم في الخامس من ديسمبر/كانون الأول 2012 على بيان الخريف الذي ألقاه وزير الخزانة جورج أوزبورن قال نوربرت ليكفيلدت: "إن تجربة التلعثم طيلة العمر تمنح الشخصية ميزة وتمنحها شيئًا ما للاحتكاك به، وأفضل ذلك على الكلام الناعم السلس في أي يوم. وهذه أيضًا هي النصيحة التي نقدمها في جمعية التلعثم البريطانية لأي شخص يتلعثم ويفكر في العمل في السياسة".
وتحت القيادة الجديدة لجين باول أطلقت الجمعية الخيرية حملة جديدة كبرى "ستاما" في عام 2019 والتي تهدف إلى إعطاء الجمهور نظرة ثاقبة حول ما تعنيه التأتأة، وتبديد الصور النمطية وتشجيع الناس على أخذ التأتأة على محمل الجد. وتزامنًا مع اليوم العالمي للتوعية بالتأتأة في 22 أكتوبر 2019 تم إطلاق حملة إعلانية وطنية مع الترويج لمنتج ستاما في المساحات الإعلانية الخارجية في جميع أنحاء المملكة المتحدة.

### شبكة أصحاب العمل المتلعثمين
تم إطلاق شبكة أصحاب العمل المتلعثمين وهي مبادرة من جمعية الكشافة البريطانية وأصحاب العمل في 9 مايو 2013 وذلك في حفل استقبال في مجلس العموم استضافه معالي السيد إد بولز (الذي كان آنذاك عضوًا في البرلمان) وتهدف الشبكة إلى خلق ثقافة حيث يمكن للأشخاص الذين يتلعثمون تحقيق إمكاناتهم الكاملة. وفي عام 2018 شملت قائمة الأعضاء البارزين الذين لديهم شبكاتهم النشطة الخاصة الخدمة المدنية وشبكة التلعثم الدفاعي وشركة EY (المعروفة سابقًا باسم إرنست ويونغ). ومع نضوج المبادرة كانت شبكة أصحاب العمل المتلعثمين على اتصال اعتبارًا من 2018 مع وجود مؤيدين في حوالي 150 منظمة وأكثر من 50 من صناع التغيير في مجموعة من بيئات العمل.

### "ابحث عن الكلمات الصحيحة"

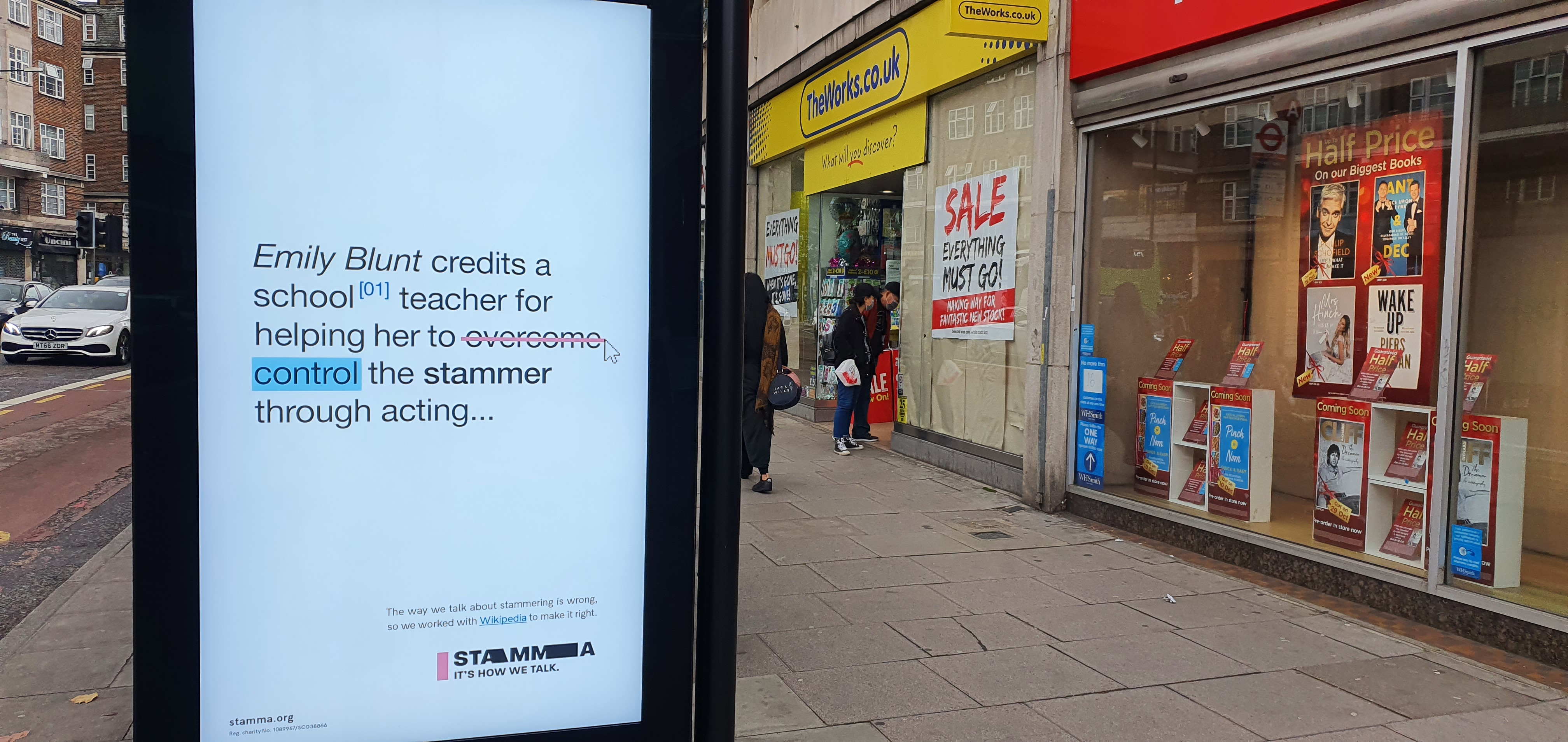
لوحة إعلانية في شمال لندن تعرض إعلانًا كجزء من الحملة

تم إنشاء حملة "ابحث عن الكلمات الصحيحة" بواسطة ’في أم أل واي آند آر’ لصالح ستاما وتم إطلاقها في أكتوبر 2020. وهي تسلط الضوء على المشكلات الناجمة عن اللغة السلبية المستخدمة فيما يتعلق بالتأتأة وتطلب من الناس تغيير تصورات أولئك الذين يتلعثمون.
وقد تمت مراجعة المقالات الموجودة على ويكيبيديا باللغة الإنجليزية والتي تضم أشخاصًا مشهورين أو بارزين يتلعثمون أو تلعثمو وتم تحريرها بواسطة أعضاء ستاما لتصحيح المعلومات التي فشلت في الالتزام بوجهة نظر محايدة.

وتتضمن الحملة إعلانات رقمية ونشاطًا على وسائل التواصل الاجتماعي وفيديو يرويه أحد رعاة الجمعية الخيرية سكروبيوس بيب الذي قال:

### رمز تعبيري لـ "الوجه المذهول" من شركة آبل
في أوائل يونيو 2021 حققت ستاما في حالات حيث عند كتابة كلمة "التأتأة" في بعض أجهزة أبل تم اقتراح رمز تعبيري "الوجه المشوش" مما تسبب في الإساءة للعديد من أفراد مجتمع التأتأة. وقد تمت إضافة رمز تعبيري للوجه المذهول بفم متموج وعين مغلقة إلى قائمة أبل في عام 2018 ومن المفترض أن يصور حالة السكر أو الذهول أو الإعجاب أو التعب والعاطفة.
ثم في 16 يونيو تقدمت ستاما بشكوى إلى شركة آبل وطلبت الرد مشيرةً إلى أن التأتأة يمكن اعتبارها إعاقة بموجب قانون المساواة لعام 2010 حيث يمكن أن تؤثر بشكل خطير على الوظائف اليومية بالنسبة للعديد من الأشخاص، وبالنسبة للبالغين فهي تستمر مدى الحياة. وبناءً على ذلك فإن الربط بين التلعثم والوجه المذهول قد يشكل تحرشًا بموجب قانون المساواة.
وأصدرت شركة ستاما بيانًا صحفيًا قالت فيه الرئيسة التنفيذية للشركة جين باول: "هذا أمر مهين ومدمر. التلعثم هو الطريقة التي يتحدث بها بعض الناس. ومعاملة الأمر على أنه مزحة أمر يسبب وصمة عار. وقد يجعل الناس يشعرون بالحرج من طريقة كلامهم، ويتعرضون للتنمر والخجل مما قد يؤثر على صحتهم العقلية وحياتهم المهنية وعلاقاتهم".
وتم التقاط الخبر من قبل صحيفة ميترو في المملكة المتحدة وكذلك من قبل المنصات التي غطت أخبار شركة أبل على المستوى الدولي. وتواصلت منظمة ستاما مع مؤيدين لها في مختلف أنحاء العالم وعملت مع الجمعية الدولية للتأتأة وجمعية فيفافوس في إيطاليا للتخطيط لحملة دولية منسقة، مع تقديم عريضة على موقع change.org.
وفي 2 يوليو 2021 تلقت ستاما رسالة تفيد بأن أبل قد أصدرت تحديث iOS 14.7 والذي أوقف ظهور رمز الوجه المذهول عند كتابة كلمة "تلعثم". حيث لا تزال الستاما[متى؟] في انتظار رد رسمي من شركة أبل.

### "لا تنوع بدون عدم الطلاقة"
بدأت مؤسسة ستاما حملة بعنوان "لا تنوع بدون عدم الطلاقة" في أكتوبر 2021 لجذب المزيد من الأشخاص الذين يتلعثمون على شاشة التلفزيون والراديو والأفلام. وقاموا بإنشاء عريضة change.org على الموقع www.stamma.org/petition والتي تلقت حتى الآن ما يزيد عن 20 ألف توقيع. وهي تعمل حالياً مع جمعيات التأتأة في الولايات المتحدة وأستراليا لتبني الحملة في أراضيهما. وقد تم التقاط الحملة من قبل Ofcom والتي قالت "نحن نشيد بالعمل الهادف إلى زيادة الوعي بالتأتأة وتشجيع المذيعين على الانتباه".

## الملاحظات
1. ↑  "جمعية التأتأة البريطانية هي شركة محدودة بالضمان ومسجلة في إنجلترا No. 4297778. مكتبها المسجل هو 15 Old Ford Road, London E2 9PJ. وهي مؤسسة خيرية مسجلة في إنجلترا وويلز (no. 1089967), وفي اسكتلندا (no. SC038866). قبل التأسيس تم تسجيل الجمعية لأول مرة كمؤسسة خيرية في عام 1978." "Company and charity details". Disclaimer and Legal. British Stammering Association. مؤرشف من الأصل في 2016-04-09. اطلع عليه بتاريخ 2017-01-06.

## روابط خارجية
- الموقع الرسمي